# إرفين ليونارد قاي أبيل
إرفين ليونارد قاي أبيل (بالإنجليزية: Erwin Leonard Guy Abel)‏ هو شخصية أعمال نيوزيلندي، ولد في 23 أكتوبر 1911، وتوفي في 1 مايو 1995.